# ویزن (بایرن)
ویزن (به آلمانی: Wiesen) یک شهر در آلمان است که در آشافنبورگ واقع شده‌است.